# 이고리 로텐베르크
이고리 로텐베르크(러시아어: Игорь Аркадьевич Ротенберг; 1973년 5월 9일 출생)는 러시아의 억만장자 사업가이다. 2018년 10월, 이고리 로텐베르크의 재산은 11억 달러로 추정되었다. 2023년 12월 현재 그는 러시아에 있는 모든 자산을 매각했다. 이고리는 가스프롬 드릴링의 대주주였다.

## 어린 시절과 교육
이고리 로텐베르크는 1973년 5월 9일 레닌그라드에서 아르카디 로텐베르크의 아들로 태어났다. 2002년에 그는 모스크바 푸시키노에 있는 사유화 및 기업가 정신 고등 학교(러시아어: "Высшей школе приватизации и предпринимательства" (ВШПП))를 졸업했고, 2005년 칼리닌그라드에서 러시아 내무부 칼리닌그라드 법률 연구소에서 법학 박사 학위를 취득했다.

## 경력
2002년부터 2003년까지 그는 러시아 재산부의 연료 에너지 복합 재산부 부장이었고, 2004년에는 러시아 국가재산 관리청이 되었다.
2003년부터 2004년까지 그는 러시아 재산부의 운송 및 통신 재산부 부장이었다.
2004년부터 2005년까지 그는 러시아 철도 OJSC의 부사장이었고, 재산 관리 및 조직 구조 부장 역할을 했다.
2006년부터 그는 모스크바에 본사를 둔 NPV 엔지니어링 그룹의 소유주이자 이사회 회장이다.
2008년부터 그는 설계국 CB "북극해 항로"(러시아어: конструкторское бюро ЦБ "Северный морской путь" (Севморпуть))의 부사장이다.
2010년부터 그는 모스에네르고 열전력 회사의 이사회 회장이다.
2011년부터 그는 가스프롬 부레니에 LLC(부르가즈) 이사회 회장이다.
2015년, 아르카디 로텐베르크는 아들 이고리 로텐베르크에게 가스프롬 드릴링(부레니예) 지분의 최대 79%, 도로 건설 회사 모스토트레스트 지분 28% 및 저지섬에 본사를 둔 TPS 리얼 에스테이트 홀딩스 Ltd. 지분 33.3%를 포함한 여러 자산을 매각했다. 알렉산드르 포노마렌코와 알렉산드르 스코로보가트코는 TPC 리얼 에스테이트 홀딩스의 66.6%를 소유하고 있다.
아르카디 로텐베르크는 미국 제재 목록에 오르자 이러한 움직임을 보였다고 보고되었다.
2015년, OJCS TPS 리얼 에스테이트(러시아어: ОАО "ТПС недвижимость")는 러시아에서 가장 큰 상업용 부동산 개발업체 중 하나로, 러시아와 우크라이나에서 여러 쇼핑 센터를 관리하고 있다. 이 회사는 TPS 리얼 에스테이트 홀딩스 Ltd.가 100% 소유하고 있다. 이 회사는 크라스노다르 갤러리(러시아어: ТРЦ "Галерея Краснодар"), 소치의 모레몰(러시아어: ТРЦ "Моремолл"), 키예프의 오션 플라자(러시아어: ТРЦ "Ocean Plaza")를 소유하고 있다. 노보시비르스크 갤러리(러시아어: ТРЦ "Галерея Новосибирск")와 모스크바의 슬라뱐스키 불바르역 및 폴레자옙스카야역을 건설 중이다. 2016년 말, TPS 리얼 에스테이트는 총 면적 200만 제곱미터가 넘는 12개의 쇼핑 센터를 관리했다.
2016년, 이고리 로텐베르크는 자신이 절반을 소유한 회사인 플라톤(러시아어: ПЛАТОН)과 연방 도로 기관인 로사브토도르와의 계약에서 alleged 불일치에 대한 논란의 중심에 있었다. RT 인베스트가 운영하는 플라톤 통행료 시스템은 러시아 연방 도로에서 12톤이 넘는 트럭에 대한 통행료를 전자적으로 추적하고 부과한다. 로텐베르크가 25%의 지분을 소유하고 RT 인베스트의 자회사인 스캔엑스(러시아어: ООО "ГК Сканэкс")가 위성 추적 데이터를 사용하여 플라톤에 지불할 차량을 추적하기 위해 50,000 km (31,000 mi)의 러시아 연방 도로에 대한 전자 지도를 개발하고 있다. 로사브토도르의 수장인 로만 스타로보이트(러시아어: Роман Старовойт)와 RT – 인베스트 트랜스포트 시스템즈(RTITS)(러시아어: "РТ-Инвест Транспортные системы")의 이사 알렉산드르 소베트니코프(러시아어: Александр Советников)가 2014년 9월 29일에 승인한 후, 로텐베르크는 그의 회사들을 통해 2015년 11월 15일부터 2027년 9월 29일까지 매년 VAT가 없는 106억 루블(반기당 49.8억 루블)의 매우 큰 비율을 국가 예산으로부터 받을 것이 보장되었는데, 이는 플라톤 & RT 인베스트 파트너십에 지급된다. 이 사실이 밝혀진 후, 2015년 11월부터 러시아 연방 고속도로에서 러시아 전역에서 트럭 운전사들의 대규모 파업이 발생했다. 2015년 11월 28일, 안톤 노식은 주정부가 아브토도르 GC(러시아어: ГК «Автодор») 통행료에서 막대한 금액을 놓치고 있다고 주장했다. 이는 15km 지점(모스크바 순환 도로의 부시노프스카야 교차로)부터 58km 지점(솔네치노고르스크)까지 M11을 따라 적용된 유지보수 요금으로, 트럭 운전사뿐만 아니라 모든 운전자에게 적용되었으며 M11 프로젝트가 완료될 때까지 지불되지 않아야 했으나, 2015년 11월 23일부터 모든 운전자에게 부과되고 있었다. 그는 M11 건설 예산에서 누락된 금액과 아브토도르 GC 및 플라톤 시스템에서 미래의 금액이 마이애미 부동산 돈세탁 투자를 통해 로텐베르크 가족의 주머니로 빼돌려졌다고 주장했다. 플라톤으로부터 예상된 총수입이 200억에서 400억 루블이었던 반면, 실제 수입은 그 수치의 25% 이하에 불과했다.
2018년 3월 29일, 이고리는 TPS 리얼 에스테이트 홀딩스 지분 33.3%를 여동생 릴리야 로텐베르크(러시아어: Лилия Аркадьевичнa Ротенберг; 1978년 4월 17일생)에게 10억 달러에 매각했다.

## 제재
2018년 4월 6일, 이고리 로텐베르크와 그의 NPV 엔지니어링 그룹은 미국 제재를 받게 되었다.
2022년 2월 22일, 이고리 로텐베르크는 2021-2022 러시아-우크라이나 위기의 일환으로 영국 정부의 제재를 받았다.
2022년 4월 8일, 이고리 로텐베르크는 유럽 연합의 제재를 받았다.
2022년 10월 19일, 이고리 로텐베르크는 우크라이나의 제재를 받았다.

## 재산
2018년 10월, 이고리 로텐베르크는 포브스에 의해 11억 달러의 재산을 소유한 것으로 추정되었다.

## 개인 생활
이고리는 결혼하여 세 자녀를 두고 있다. 그는 아르카디 로텐베르크의 장남으로, 아르카디 로텐베르크는 러시아 억만장자 사업가이자 동생 보리스 로텐베르크와 함께 SGM (스트로이가스몬타즈) 그룹의 공동 소유주이다. 로텐베르크 형제는 블라디미르 푸틴과 밀접한 관계를 맺고 있다. 그의 여동생은 릴리야 로텐베르크이고, 그의 형제는 파벨 로텐베르크이다.

## 내용주
1. ↑  2015년 러시아의 삼산화 안티모니 수입 의존도를 줄이기 위해 모스크바의 NPV 엔지니어링 그룹은 스베르들롭스크주 데그탸르스크에 삼산화 안티모니 생산 공장을 건설하기 시작했다.[12]
2. ↑  2004년 5월 20일부터 2012년까지 러시아 연방 수송부 장관을 역임했던 이고리 레비틴은 2010년에 아르카디 로텐베르크의 회사들이 러시아 연방 고속도로에 유료 도로를 건설하도록 보장했다.[15][16]
3. ↑  스캔엑스의 경쟁사는 소브존드(러시아어: "Совзонд"), 데이터 이스트(러시아어: "Дата Ист") 등이다.[24]
4. ↑  이고리 로텐베르크는 RTITS를 소유하고 있으며, 안드레이 시펠로프(러시아어: Андрей Шипелов)의 차리친 캐피탈(러시아어: ООО "Царицын Капитал") 및 로스텍(러시아어: "Ростех")과 함께 RT-인베스트를 공동 소유하고 있다.[24]